# St. Margareta (Egglfing)

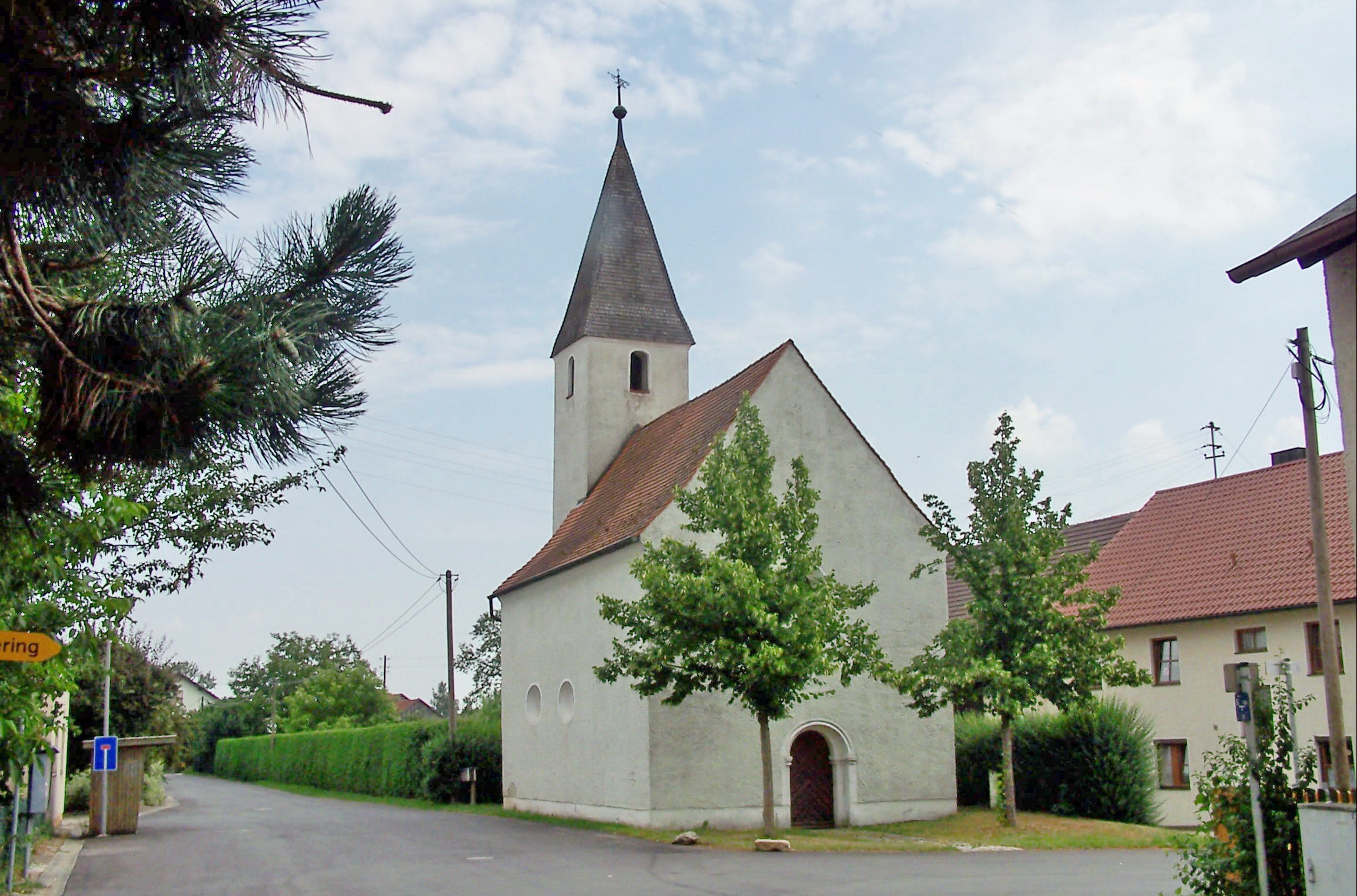
St. Margareta (Egglfing)

Die römisch-katholische, denkmalgeschützte Filialkirche St. Margareta steht in Egglfing, einem Gemeindeteil der Gemeinde Köfering im Landkreis Regensburg der Oberpfalz. Die Kirche gehört zum Bistum Regensburg. Das Bauwerk ist unter der Denkmalnummer D-3-75-161-7 als Baudenkmal in die Bayerische Denkmalliste eingetragen.

## Beschreibung
Die romanische Saalkirche wurde im frühen 13. Jahrhundert erbaut. Sie besteht aus einem Langhaus, das mit einem Satteldach bedeckt ist, und einem am Anfang des 17. Jahrhunderts im Osten errichteten Chorturm, der über der ursprünglich halbrund geschlossenen Apsis errichtet wurde und mit einem spitzen, schiefergedeckten Pyramidendach bedeckt ist. Das Portal ist in der Westwand des Langhauses. An den Längsseiten des Langhauses und über dem Portal befinden sich Ochsenaugen. Der Innenraum des Langhauses ist mit einer Flachdecke überspannt, die Apsis mit einer Halbkuppel.
Zur Kirchenausstattung gehört ein Hochaltar, der 1620 von einer Sybilla von Lerchenfeld gestiftet wurde, wie der Inschrift auf der Predella zu entnehmen ist. Auf einem Tafelbild ist die heilige Margareta dargestellt. Anstelle von Seitenaltären sind auf Bildern der heilige Isidor und der heilige Wendelin dargestellt.